# Nika Mühl
Nika Mühl (Zagabria, 9 aprile 2001) è una cestista croata, professionista nella WNBA.

## Biografia
Mühl nasce a Zagabria dai cestisti croati Roberta e Darko Mühl.

## Carriera collegiale

### UConn Huskies (2020-2024)
Si trasferisce negli Stati Uniti scegliendo di giocare per l'Università del Connecticut. Gioca quattro stagioni per le UConn Huskies, la migliore delle quali è la stagione 2022-2023 dove ottiene una media di 7,1 punti, 7,9 assist e 3,9 rimbalzi.

## Carriera professionistica

### ŽKK Trešnjevka 2009 (2016-2020)
Mühl ha giocato quattro stagioni per la ŽKK Trešnjevka 2009 nella lega croata, dal 2016 al 2020. In 24 partite, ottiene una media complessiva di 6,4 punti, 4,2 rimbalzi e 2,8 assist. La stagione successiva chiude con 9,2 punti, 6,9 rimbalzi e 5,0 assist a gara nel campionato croato e 11,7 punti, 5,8 rimbalzi e 4,5 assist nella Lega Adriatica femminile (WABA Liga).
Nella stagione 2018-2019 ottiene una media di 10 punti, 7,9 rimbalzi e 6,2 assist nella lega croata e 11,7 punti, 7,7 rimbalzi e 6,2 assist nella WABA mentre nella stagione 2019-2020, chiude con 8,6 punti e 7,1 assist nel campionato croato e 11,7 e 7,2 assist nella WABA.

### WNBA (2024-presente)
Mühl viene selezionata con la quattordicesima scelta assoluta dalle Seattle Storm al draft WNBA 2024.

### Beşiktaş (2024-presente)
Il 31 marzo 2024, firma con il club turco Beşiktaş per la stagione 2024-2025. Il 3 ottobre subisce una lesione al crociato e al menisco che terminano prematuramente la sua stagione.

### Nazionale
Con la Croazia ha disputato il Campionato europeo U18 2018, ottenendo una media di 10,9 punti, 5,7 assist e 5,0 rimbalzi.